# Lwia spółka
Lwia spółka (łac. societas leonina) – spółka osobowa, w której jeden ze wspólników jest wyłączony od udziału w stratach, a drugi od udziału w zyskach.
Nazwa "lwia spółka" pochodzi ze starożytnego Rzymu i już od czasów Ulpiana zawieranie kontraktów lwich spółek było zakazane.
W Polsce umowa spółki przewidująca zwolnienie wspólnika z udziału w zyskach nie będzie w tym zakresie obowiązywać, gdyż zgodnie z art. 51 § 3 polskiego Kodeksu spółek handlowych można zwolnić wspólnika od udziału w stratach, jednak zgodnie z § 1 tego samego przepisu a contrario nie można go pozbawić (ani ograniczyć mu) udziału w zyskach. Ponadto zawarcie "spółki lwiej" byłoby sprzeczne z zasadami współżycia społecznego (art. 5 Kodeksu cywilnego).

Art. 51.§ 1. Każdy wspólnik ma prawo do równego udziału w zyskach i uczestniczy w stratach w tym samym stosunku bez względu na rodzaj i wartość wkładu.
§ 2. Określony w umowie spółki udział wspólnika w zysku odnosi się, w razie wątpliwości, także do jego udziału w stratach.
§ 3. Umowa spółki może zwolnić wspólnika od udziału w stratach.

W innych państwach możliwość zawierania lwich spółek może być – tak jak w Polsce – zakazana (np. Włochy), albo dozwolona (np. Austria, zgodnie z obowiązującym tam Allgemeines bürgerliches Gesetzbuch).